# Barragem de Belver

A Barragem de Belver está localizada no distrito de Portalegre, na bacia hidrográfica do Tejo, no rio Tejo, em Portugal. A construção foi finalizada em 1952.
Possui uma altura de 30 m acima do terreno natural e um comprimento de coroamento de 327,5 m. A capacidade instalada de produção de energia eléctrica é de 80,7 MW.
A albufeira da barragem submergiu um troço do antigo muro de sirga do Tejo.
Possui a primeira passagem de peixes construída em Portugal, em 1947, do tipo Denil que, mais tarde, foi substituída pela eclusa agora existente. No entanto, esta tem pouca eficácia, segundo um estudo realizado nos anos 1990.